# Three Days Grace
Three Days Grace (znany też jako TDG, 3DG lub Three Days Grace 2X) – kanadyjski zespół wykonujący metal alternatywny, założony w 1997 roku, w Norwood, w Kanadzie na kanwie formacji Groundswell. 17 stycznia 2013 roku zespół ogłosił, że wokalista Adam Gontier rezygnuje z dalszej współpracy. Jego miejsce zajął brat basisty, Brada Walsta, Matt. W 2024 roku ogłoszono, że Gontier powróci do formacji i wraz z Walstem będą pełnić role wokalistów.

## Historia
W 1992 roku gitarzysta i wokalista Adam Gontier, perkusista Neil Sanderson i basista Brad Walst założyli zespół Groundswell. Pod tą nazwą wydali w 1995 album zatytułowany Wave of Popular Feeling. Następnie zespół zawiesił działalność na okres dwóch lat, aby w 1997 powrócić pod nazwą „Three Days Grace”. Nazwa miała oznaczać możliwość powrotu do łask (the grace) mając na to nawet bardzo krótki okres, przykładowo trzy dni (three days). Po pewnym czasie przenieśli się z Asphodel-Norwood (Ontario) do Toronto gdzie spotkali Gavina Browna, który pomógł im wydać debiutancki album Three Days Grace w 2003. Album dotarł na listy przebojów w Kanadzie i Stanach Zjednoczonych. Płytę promowały single „Just Like You”, „I Hate Everything About You” oraz „Home”.
W 2006 wydali kolejną płytę zatytułowaną One-X. Była ona promowana przez single „Animal I Have Become”, „Pain” „Never Too Late” i „Riot”. Wiele utworów zawartych na tym albumie Adam Gontier napisał podczas odwyku, gdyż zmagał się z poważnym uzależnieniem od oksykodonu.
22 września 2009 roku grupa wydała swój trzeci studyjny album zatytułowany Life Starts Now. Album promowały single „Break”, „The Good Life” i „Lost in You”.
2 października 2012 roku ukazał się czwarty album studyjny formacji zatytułowany Transit of Venus.
9 stycznia 2013 roku Gontier za pośrednictwem Facebooka poinformował o swoim odejściu z zespołu. Po zakończeniu współpracy Adama z Three Days Grace jego miejsce zajął tymczasowo Matt Walst, wokalista zespołu My Darkest Days. Początkowo przyczyną miały być problemy kreatywne pomiędzy członkami formacji. Po latach Gontier ujawnił, że kością niezgody miało być regularne zażywanie leków opioidowych, od których frontman miał być uzależniony. Pozostali członkowie grupy wydali oświadczenie, w którym napisali, że są kompletnie zaskoczeni decyzją muzyka (as you can imagine, this came as a complete shock to us). Dodatkowo miał to zrobić bez żadnej konsultacji z resztą grupy na tydzień przed rozpoczęciem wspólnej trasy wraz z zespołem Shinedown.
28 marca 2014 roku grupa ogłosiła na swojej oficjalnej stronie, że na stałe dołączył do niej Matt Walst, a 4 dni później zespół wydał nowy singel „Painkiller” i ogłosił pracę nad nowym materiałem. W sierpniu 2014 roku w wywiadzie dla Yell Magazine formacja ogłosiła wstępną datę wydania piątego albumu studyjnego. 29 września 2014 roku grupa udostępniła singel „I Am Machine”, a dzień później został on oficjalnie wydany. 31 marca 2015 roku ukazał się natomiast piąty album zespołu zatytułowany Human.
9 marca 2018 roku został wydany nowy album Outsider.
29 listopada 2021 roku wydano pierwszy singel „So Called Life” z nowego albumu Explosions. Ten został wydany 6 maja 2022 roku i poza „So Called Life” promowały go single „Neurotic” oraz „Lifetime. W ramach wydania na terenie Japonii, na płycie znalazł się również cover utworu Gotye pod tytułem „Somebody That I Used To Know”.
3 października 2024 roku za pośrednictwem Instagrama zespół poinformował o ponownym dołączeniu Adama do Three Days Grace, jednocześnie w formacji pozostał ówczesny frontman, Matt Walst. Poprawienie relacji pomiędzy wokalistą Saint Asonia a resztą zespołu sugerować mogły upubliczniane spotkania pomiędzy Gontierem, a Sandersonem oraz jego gościnny udział w koncercie Three Days Grace w Nashville 10 października 2023 roku. Na grafikach promujących festiwale „New Sick Vegas” oraz „Sonic Temple”, na których swoją obecność zespół potwierdził, widniała nazwa „Three Days Grace 2X”.

## Muzycy
Obecny skład zespołu:
- Adam Gontier – wokal prowadzący (1997–2013, od 2024), gitara rytmiczna (1997–2013)
- Barry Stock – gitara prowadząca (od 2003), gitara rytmiczna (2013–2017)
- Brad Walst – gitara basowa (od 1997)
- Neil Sanderson – perkusja, instrumenty perkusyjne, wokal wspierający, instrumenty klawiszowe (od 1997)
- Matt Walst – wokal prowadzący, gitara rytmiczna (od 2013)

Muzycy koncertowi:
- Dani Rosenoer – instrumenty klawiszowe, wokal wspierający (2012–2018)
- Shaun Foist – perkusja, instrumenty perkusyjne (2023)

## Dyskografia
| Tytuł                       | Dane dot. albumu                                   | Pozycja na liście | Pozycja na liście | Pozycja na liście | Pozycja na liście | Certyfikat                                       |
| Tytuł                       | Dane dot. albumu                                   | USA               | CAN               | NZL               | AUS               | Certyfikat                                       |
| --------------------------- | -------------------------------------------------- | ----------------- | ----------------- | ----------------- | ----------------- | ------------------------------------------------ |
| Three Days Grace            | - Data: 22 lipca 2003 - Wydawca: Jive Records      | 69                | 9                 | 21                | 47                | - CAN: platynowa płyta - USA: platynowa płyta    |
| One-X                       | - Data: 13 czerwca 2006 - Wydawca: Jive Records    | 5                 | 2                 | –                 | –                 | - CAN: 2x platynowa płyta - USA: platynowa płyta |
| Life Starts Now             | - Data: 22 września 2009 - Wydawca: Jive Records   | 3                 | 2                 | –                 | 77                | - CAN: platynowa płyta - USA: złota płyta        |
| Transit of Venus            | - Data: 2 października 2012 - Wydawca: RCA Records | 5                 | 4                 | –                 | –                 | - CAN: złota płyta                               |
| Human                       | - Data: 31 marca 2015 - Wydawca: RCA Records       | 16                | 2                 | 34                | 63                | - CAN: złota płyta                               |
| Outsider                    | - Data: 9 marca 2018 - Wydawca: RCA Records        | 24                | 9                 | 10                | 49                |                                                  |
| Explosions                  | - Data: 6 maja 2022 - Wydawca: RCA Records         | 102               | 30                | –                 | –                 |                                                  |
| „–” album nie był notowany. |                                                    |                   |                   |                   |                   |                                                  |

## Teledyski
| Tytuł                          | Rok  | Reżyseria                                | Album            |
| ------------------------------ | ---- | ---------------------------------------- | ---------------- |
| „I Hate Everything About You”  | 2003 | Scott Winig                              | Three Days Grace |
| „Just Like You”                | 2003 | Scott Winig                              | Three Days Grace |
| „Home”                         | 2004 | Dean Karr                                | Three Days Grace |
| „Animal I Have Become”         | 2006 | Dean Karr                                | One-X            |
| „Pain”                         | 2006 | Tony Petrossian                          | One-X            |
| „Never Too Late”               | 2007 | Tony Petrossian                          | One-X            |
| „Break”                        | 2009 | P. R. Brown                              | Life Starts Now  |
| „The Good Life”                | 2010 | Michael Maxxis                           | Life Starts Now  |
| „Chalk Outline”                | 2012 | Shane Drake                              | Transit of Venus |
| „Misery Loves My Company”      | 2013 | Esther Quenneville, Xavier Collet-Garand | Transit of Venus |
| „I Am Machine”                 | 2014 | Neil Sanderson                           | Human            |
| „Human Race”                   | 2015 | Mark Pellington                          | Human            |
| „The Mountain”                 | 2018 | Sean Cartwright                          | Outsider         |
| „Right Left Wrong”             | 2019 | Neil Sanderson                           | Outsider         |
| „Somebody That I Used To Know” | 2020 | Mike Filsinger                           | Explosions       |
| „So Called Life”               | 2021 | Jon Vulpine                              | Explosions       |
| „Lifetime”                     | 2022 | Jon Vulpine                              | Explosions       |
| „I Am The Weapon”              | 2022 | Jon Vulpine                              | Explosions       |

## Filmografia
| Rok          | Film               | Rola                                          | Dodatkowe informacje                                                            |
| ------------ | ------------------ | --------------------------------------------- | ------------------------------------------------------------------------------- |
| 2004         | Szansa na sukces   | Oni sami, członkowie zespołu Three Days Grace | Występ gościnny                                                                 |
| 2006         | Zaklinacz dusz     | Oni sami, członkowie zespołu Three Days Grace | Występ gościnny                                                                 |
| 2006         | Behind The Pain    | Oni sami, członkowie zespołu Three Days Grace | Film dokumentalny opisujący walkę Adama Gontiera z uzależnieniem od oksykodonu. |
| 2008         | Live At The Palace | Oni sami, członkowie zespołu Three Days Grace | Film z koncertu w The Palace of Auburn Hills w Michigan.                        |
| Źródło: IMDb |                    |                                               |                                                                                 |